# ディディーコングレーシング
『ディディーコングレーシング』(Diddy Kong Racing) は、レアが開発し、1997年11月21日に任天堂が発売したNINTENDO 64用レースゲーム。ドンキーコングシリーズの登場人物、ディディーコングを主役としたスピンオフゲーム作品。アメリカでは同年11月24日、ヨーロッパでは同年11月27日に発売された。

## 概要
レア社の『Pro-Am』以来の本格的レースゲーム。一般的なレースカー以外に、ホバークラフト・飛行機が用意され、異なる乗り物同士でも対戦できる。5種類のアイテムがあるがあまり強力ではなく、『マリオカートシリーズ』と異なり、ランダムではなく固定配置なので、プレイヤーの腕が大きく関係する。
元々、同社が開発したNintendo Entertainment SystemとGENESIS用のレースゲーム『Pro-Am』シリーズのNINTENDO64用の4作目の続編として、主役のキャラクターをトラのティンバーに起用し、ティンバーアイランドを舞台にした『Pro-Am 64』として開発していた。1997年6月に任天堂に『Pro-Am 64』のゲームを提案したところ、宮本茂が主役のキャラクターをディディーコングに変更する事を提案した為、ティンバーではなくディディーコングを主役にした『ディディーコングレーシング』として作り直された。
題名にもある「ディディーコング」は『スーパードンキーコング』シリーズ出身のキャラクターだが、本作では同シリーズの世界観は引き継がれていない。逆に、本作で採用された、目や顎を強調したキャラクターデザインやBGMなどは、以降のレア社の作品に影響している。輪郭をぼかすアンチエイリアス処理は、レース中はスタートボタンによるポーズ中のみかけられ、通常はジャギーが直接出るようになっている。
リメイク作として『ディディーコングレーシングDS』が欧州で発売されたが、日本では発売しなかった。

## ゲームモード
アドベンチャー
ティンバーアイランドを舞台に、各地のレース場を回って「ゴールドバルーン」を集める。以下は主にこちらを説明する。
セーブデータはカセット内に3つまで保存可能だが、コントローラパックにデータのコピーが可能。
レーストラック
ファイル形式になっており、アドベンチャーでプレイした事のあるコースを自由にプレイできる。クリアしたことのあるコースではビークル（後述）の選択も可能。
1人プレイ時のみ、通常のレースの他にタイムアタックも可能で走行の練習ができる。
2人プレイ時のみ、コンピュータ操作キャラクターの数の選択が可能（0人、2人、4人の3種類）。
多人数プレイ時は水面の仕様がやや異なる。2人対戦時だと揺れる水面のみ透明度が失われ、3人以上の対戦だと透明度はそのままだが水面が一切揺れなくなる。

## ストーリー
動物達が暮らす平和な島、ティンバーアイランドはレースを主な産業としている。ある日そこに暮らすティンバーの両親は、ティンバーに留守を任せコングカントリーに住む友達の所へ出かけた。しばらくしてウィズピッグという悪党が現れ、ティンバーアイランドを乗っ取り、島の誇りである16のレース場を魔法で封印してしまった。ティンバーは仲間達を集めウィズピッグを島から追い出す対策を考える。50年も姿を見せなかった魔神のタージを見たというピプシーは「タージがチャンピオンレーサーを探している」と言い、ティンバー達はウィズピッグとレースで勝負して勝つ事が最善策だと考えた。ウィズピッグへの挑戦権は島1番のレーサーである「ドラムスティック」がうってつけだが、ウィズピッグが現れてから行方不明になっていた。そこでバンパーの提案で新たなチャンピオンレーサーを決める事にした。仲間は多い方がいいと考えたティンバーはコングカントリーに住む親友のディディーコングに協力を求める手紙を送る。そしてコングカントリーの自宅でくつろいでいたディディーは、伝書鳩のスコークスからティンバーからの助けを求める手紙を受け取り、親友のバンジョーやコンカーにも協力を要請する手紙を送ってティンバーアイランドへと旅立つ。そんなディディーの姿を偶然見かけたクレムリン族のクランチは、自分達クレムリンと戦うための仲間を呼びに行くのではないかと疑い、後を追って行った。こうしてティンバーアイランドにキャストが集結し、ウィズピッグに挑戦するにふさわしいチャンピオンレーサーを決めるレースが始まった。

## 乗り物（ビークル）
共通操作
Aで加速、Bでブレーキ、スティックでハンドル操作、Zでアイテム使用（無い場合はクラクション）。
レースカー（Car）
基本となるビークルで、ゲーム開始時には必ずこれに乗っている。R+スティックでドリフト（スティックの傾き具合で曲がり方が変わる）、R+スティック+Bでスピンターンが出来る。ドリフト中は最高速度が上がるため、安定した路面では有利。ダッシュ時の減速を最も少なくできる為、最速のビークルである。
ホバークラフト（Hovercraft）
水陸両用のビークル。悪路や勾配に強い点はレースカーよりも有利な反面、デフォルトでは使用する機会が少ないが、1人プレイ時では唯一、全ての通常コースで使用可能なビークルでもある。タイヤで接地するレースカーに比べてホバーで浮きながら移動するため、旋回には独自の慣性が掛かり、急ハンドルを切ると大幅に減速してしまう。Rでジャンプが出来る。
ひこうき（Plane）
空を飛ぶビークル。地形の制約という面では最も有利。ただし勝負を平等にするため、最高速は他と同じ60km強/hに設定されている。R押しっぱなしで曲がりやすくさせ、スティック上下で高度変更、R2回+スティック左（右）でローリング（連続使用すると、制御不能と引き換えにスピードが上がる）、R+スティック左右で急旋回（B追加で更に急になる）、R2回かR+スティック下で宙返り（障害物の手前のみ）が出来る。
ただしデメリットも大きく、コントロールがやや複雑になり、障害物に激突したり攻撃されると失速し、他のビークルに比べてタイムロスが大きい.その性質上、翼がある為、他のビーグルよりも両翼の分だけ車幅が広くなる。従って、通路が狭いステージは注意。

## ゲーム進行
ゲーム開始時は、前回の進行に関係なくティンバーアイランド中央の広場からスタートする。レースはここから各ゾーンへ行き、その中の扉に入って始める方式になっている。ゾーン内の流れは以下の通り。
1. 4コース全てで1位を取る（ゴールドバルーンチャレンジ）
2. ボスとの対戦
3. 4コース全てで8枚のコインを集め、なおかつ1位を取る（シルバーコインチャレンジ）
4. ボスとの対戦（1回目より強い）
5. トロフィーレースに参加

各ゾーンへの出入りは自由であり、コースをクリアする順番も問われない。

### 2人プレイモードでのルール
アドベンチャーモードでの2人参加では、若干異なるルールが採用されている。大きな違いは以下を参照。
- チートである「まじっくコード」にて、JOINTVENTUREと入力することでプレイ可能となる。
- 同時にレースに参加して、どちらかが1位になればクリアとなる。
  - コンピュータが操作するライバルの数は4人。プレイヤー2人と合計6人でのレースとなる。
  - 最下位が確定した場合は対戦モード同様にその場でレースが終了する。
- シルバーコインチャレンジは、「8枚のコインを集めて1位を取る」条件をどちらかが両方とも満たさなくてはならない。
  - 同じ場所にそれぞれのプレイヤーのコインが配置されている。相手のコインを取ることはできない。
- どちらか一方のプレイヤーがゲームの主導権を持ちながら進行していく。
  - 主導権を持った方のみが、中央エリアの移動やボスとの対決を行う権利を持つ。
  - 初期状態ではコントローラー1側が主導権を持つ。
  - レースで上位を取った方に主導権が移る。
  - ボスとの対決で敗北したり、対戦をやり直したり、コースから出た場合、主導権は相手に移る。
- タイムアタックモードはプレイできない。

## 登場キャラクター

### レーサー
レーサーによって選択時のBGMのアレンジや、クラクションの音、ビークルの色が異なる。
ディディーコング（Diddy Kong）
チンパンジーの男の子。有名なドンキーコングと並ぶコングカントリーのヒーロー。手紙で親友のティンバーの危機を知り、ティンバーアイランドへ駆けつけレーサーとして参戦する。他にも自分と同じ冒険好きな親友のコンカーとバンジョーがいる。
好きなものは冒険とバナナ。嫌いなものは退屈と子供扱い。
性能はミドル級。平均的な性能を持つため、大きな欠点はない。初心者向き。
ビークルの色はブルー。
リメイク作『ディディーコングレーシングDS』のオープニングデモではガールフレンドのディクシーやタイニーと共に駆けつけている。
ティンバー（Timber）
陽気なトラの男の子。両親がコングカントリーに出かけている間の留守番を任されているが、ウィズピッグの出現に大慌てし、友達を集めてウィズピッグを追い出すことにする。
好きなものはいたずらと甘いもの。嫌いなものはサラダ。
性能はミドル級。性能はディディーと似ているが、ディディーよりハンドリングがやや重く、最高速が速い。
ビークルの色はグリーン。
レア社が前に開発しようとしていた『Pro-Am 64』の時は主人公として考えていた。『Pro-Am 64』は開発中止されたが、レア社はティンバーのキャラクターが気に入ってたので『ディディーコングレーシング』として作り直した時、再登場させたと言う。
コンカー（Conker）
ディディーの親友である冒険が大好きなリスの男の子。かわいい顔や声をしている。ディディーからの協力を受けワクワク気分で駆けつけた。ベリーというガールフレンドがいるがほったらかしにして来たらしい。
好きなものはナッツ。嫌いなものは静かな生活。
性能はミドルヘビー級。ディディー達よりも加速が鈍く、最高速が速い。
ビークルの色はホワイト。
レア社との版権の都合により、リメイク作の『ディディーコングレーシングDS』には登場しない。
バンパー（Bumper）
夜行性の習性を持たないアナグマの男の子。レースを何より好む性格で、今回の冒険にも真っ先に参加した。
好きなものはスリルと興奮。嫌いなものは犬と一日中寝ていること。
性能はミドルヘビー級。性能はミドル級のものに近い。
ビークルの色はイエロー。
ティップタップ（Tiptup）
大人しいカメの男の子。危険なことは好まないが、島の危機を見たことで勇気を振り絞って参加した。
好きなものは座っていること。嫌いなものはスピードと騒音。
性能はライト級。走行が安定しており、最高速はやや遅いものの加速はかなり優秀。
ビークルの色はライトブルー。
後に『バンジョーとカズーイの大冒険』シリーズにもサブキャラクターとして登場している（名前も姿も同じだが、本作のティップタップと同一人物であるかどうかは明らかにされていない）。『ディディーコングレーシングDS』にも引き続き続投している。
ピプシー（Pipsy）
負けず嫌いなネズミの女の子。ウィズピッグによって家族もろとも山のお家から追い出されてしまった。普段はお淑やかに見えるがレースになるとお転婆娘に変わるらしい。リメイク前は紅一点である。
好きなものはチーズと整理整頓。嫌いなものは猫。
性能はライト級。重量が最も軽い。性能はティップタップより極端で、最高速は遅いが最も加速に優れ、ハンドリングも良い。
ビークルの色はピンク。
バンジョー（Banjo）
心優しい冒険家のクマ。コンカーと同じくディディーの親友で、ディディーの協力を受け自慢のリュックサックを持って旅立った。
好きなものは蜂蜜、音楽、ディスコダンス。嫌いなものは暗がりと空を飛ぶこと。
性能はヘビー級。加速やハンドリングは鈍いが最高速はかなり速い。
ビークルの色はライトグリーン。
こちらも版権の都合で『ディディーコングレーシングDS』には未登場。
クランチ（Krunch）
コング達と敵対しているクレムリン族の工作員のワニ。ティンバーアイランドへ急ぐディディーの様子を見て、新たな仲間を呼びに行くのではと疑い、勘違いしたまま後をつけているうちにティンバーアイランドに到着したことで、いきがかり上レースに参加することになった。
好きなものはロック。嫌いなものはコング達と歯磨き。
性能はヘビー級。加速やハンドリングは最悪で、ブレーキとドリフトを併用しないとコーナーを曲がれないが、最初から選択可能なキャラクターの中では最高速が最も速い。
ビークルの色はオレンジ。
もう一人の相棒がいるが、ゲーム中には登場しない。後の『ディディーコングレーシングDS』のオープニングデモ内に登場する。

### 隠しレーサー
ドラムスティック（Drumstick）
ニワトリ。島一番のレーサーだが、ウィズピッグが現れてからは行方不明になってしまう。
好きなものは鳥の餌とレース。嫌いなものは農夫とカエル。
性能はヘビー級。クランチのハンドリングと最高速を上昇させたような性能。特に飛行機では一番のスピードを誇る。
ビークルの色はレッド。
隠しレーサーではあるが、オープニングムービーで先行登場している。
T.T.
発明家であるティンバーの父によって作られた、ストップウォッチ型の機械。普段はタイムアタックやボーナスステージのデータを管理している。
好きなものはタイムトライアル。嫌いなものはゆっくり走る人。
操作性はミドルヘビー級だが、加速・最高速は共に全キャラクター中で最も優れている。超上級者向け。
ビークルの色はシルバー。

### ボス
トリケラトプス (Tricky)
ザウルスゾーンのボス。近づくと踏み潰される。2度目の対決では地響きで周囲の木を倒しながら走る。本人は終盤にスピードダウンする欠点を抱えるが、地形の都合上で追い抜かれると逆転が難しい上に崖下に転落しやすい（転落すると強制的に敗北）。
セイウチ (Bluey)
スノーゾーンのボス。細いパイプのような洞窟を中心に戦う。2度目の対決ではかなりスピードが速い。
タコ (Bubbler)
トロピカルゾーンのボス。後方に障害物を残しながら走る。1度目の対決では爆弾、2度目の対決ではシャボン玉をばら撒く。一度に複数の障害物を撒く事も多い。
ドラゴン (Smokey)
ドラゴンゾーンのボス。いきなりフライングでリードしてから、コース上に次々と障害物（火の玉）をばら撒く。速度は全ボス中で一番遅いため、いかにして前に出るかが鍵となる。コース自体が難しく、特に2戦目は速度こそ変わらないものの火の玉がコース内にいくつも残るので、追い抜いた後も油断は出来ない。
ウィズピッグ (Wizpig)
ブタの様な姿をした宇宙の大悪党。ティンバーアイランドとフューチャーゾーンのボスで、本作の黒幕。魔力は魔神タージより上。
好きなものは自分自身、他人の楽しみをジャマすること。嫌いなものはそれ以外のすべて。
1戦目は自分の足で走るのだが、スピードが速い上にコースは深い池が多いためプレイヤー側のレースカーと非常に相性が悪く、彼自身は池を飛び越えられるため、地の利がウィズピッグ側にある。2戦目はロケットに乗って登場し、トラップをコースのいたるところに配置している。
『ディディーコングレーシングDS』では隠しレーサーとして登場。

### その他
魔神タージ（Taj the Genie）
ティンバーアイランドを守る伝説の魔神で巨大なゾウ。50年も山に住んでいたがウィズピッグにより追い出されてしまった。ウィズピッグを倒すために魔法を使ってプレイヤーのサポートをしてくれる。
好きなものは平和と静けさ。嫌いなものは起きていること。
一定のゴールドバルーンを集めると、腕試しとして彼と競走できる。
後の『ディディーコングレーシングDS』ではウィズピッグ同様、隠しレーサーとして登場する。
スコークス（Squawks the Parrot）
『スーパードンキーコング』シリーズに登場した緑色のオウム。ゲーム内には登場しないが、手紙を届けたりする伝書鳩の役割を担当した。
『ディディーコングレーシングDS』のオープニングデモにも登場する。
ティンバーの両親
息子のティンバーに留守番を任せ、コングカントリーに居る友達に会いに出かけた。ゲーム内には登場しておらず、その友達が誰なのか判明していない。
クランチの相棒
クランチと同じくクレムリン族の工作員。クランチは彼のことを「相棒」と呼ぶため、名前は明かされていない。ディディーの様子を見ても興味なさそうだったが、クランチにボスに伝えるように頼まれる。ゲーム内には登場しない。
『ディディーコングレーシングDS』のオープニングデモにも登場する。

## アイテム

### 攻撃用
本作には5種類のウエポンがあり、「同じアイテムを連続で取ると強化する」という特性がある。
ミサイルバルーン
赤のバルーン。使うと前方に飛んで行き、当たった相手をクラッシュさせる。
第1段階
普通のミサイルを出す。追尾性能がないため、実質ロケット弾である。
第2段階
ライバルを追いかける「ホーミングミサイル」になる。発射前にZボタンを押したままでライバルに照準をセットした上で、発射するとその相手を追跡する。
第3段階
ホーミング機能こそないが10連射できる上、使い切るまでに再びバルーンを取ると10発に補充される。
特定のまじっくコードを使用するとボーナスステージでも使用できるため、互いに攻撃するルールのコースでは強力なアイテムとなる。CPUがこれを手に入れた時のミサイル連射は非常に速く、一瞬で他のプレイヤーをゲームアウトにできる。

ダッシュバルーン
青のバルーン。使うと一時的に加速する。パワーアップするほどダッシュ時の速度が上がる。ちなみに、アクセルをオフ（=Aボタンを離す）にしてすかさず使うと効果がアップする。
第1段階
やや加速が出来る。
第2段階
ダッシュゾーンと同等の加速が出来る。
第3段階
一時的に操作不能になる程の加速が出来る。アクセルオンのままでも瞬時にトップスピードまで加速する。

シールドバルーン
黄のバルーン。使うと一時的に攻撃を無効化する。高位になるほど持続効果が長くなり、シールドの色も変化する。シールドを張りながら体当たりすると敵をスリップさせる（高位のシールドだと敵をスリップさせる時間も長くなる）。
第1段階
シールドの色は赤。効果は5秒間。
第2段階
シールドの色は青。効果は10秒間。
第3段階
シールドの色は緑。効果は15秒間。

おじゃまバルーン
緑のバルーン。使うと後方に障害物を射出し、後続車を妨害する。パワーアップするほどトラップに引っかかったマシンのレースへの復帰が遅れる。設置してから30秒が経過すると自然消滅する。
第1段階
オイルを出す（飛行機の場合はガス）。踏むとスリップ（レースカー以外はクラッシュ）。
第2段階
爆弾を出す。当たるとクラッシュ。
第3段階
シャボン玉を出す。当たると包み込まれ、一時的に動けなくなる。

じしゃくバルーン
虹色のバルーン。使うと磁力で他車に引っ張ってもらえる。使用前にZボタンを押したままで照準を敵車にセットしていると効果が現れる。パワーアップするほど磁力が強くなるが、壁をはさんでいる場合は効かない。
第1段階
弱い磁力を出せる。
第2段階
より磁力が強くなる。
第3段階
最も強い磁力になり、相手を自分の方へ引き寄せる（使用者はそのまま）。

### その他
バナナ
コース上に置いてある。取ると最高速がアップするが、上限は10本（11本以上も取得は可能）。攻撃されると2本落とす（一部の攻撃を除く）。
ゴールドバルーン
各地の扉を開けるのに必要なアイテム。主にレースで勝った時に手に入るが、それ以外に4個が中央エリアに落ちている。
シルバーコイン
2回目のレース「シルバーコインチャレンジ」で登場。コース内に8枚落ちており、全て集めつつ1位でゴールするとゴールドバルーンが手に入る。
カギ
特定のコース内に置いてある。見つけるとボーナスステージの扉を開けられる。
ウィズピッグのアミュレット
2回目のゾーンボスを倒すと手に入る。全て集めるとウィズピッグと戦える。
T.T.のアミュレット
ボーナスステージをクリアすると手に入る。フューチャーゾーンにあるT.T.マークのドアに入る為に必要。
トロフィー
トロフィーレースで1位になると手に入る。隠し要素に関わっている。
ダッシュゾーン
コース内の特定の場所に置いてある。乗ると加速。乗り物に合わせて3タイプある。ダッシュバルーンと同じく、使用時にアクセルを離すと加速が良くなる。
レースカーで飛行機用のダッシュゾーンは使用不可。その他は使用可能。
まじっくコード
スタート画面から「おぷしょん」→「まじっくコード」で選択できる。エンディングで1回につき1つ表示される。いわゆるチート（ルール改変用）のこと。レーストラックのみに効果がある物が多い。
一部、通常ゲームをプレイしていては全く明かされない隠しチートも数種類存在する。

## コース
その次のカッコ内は使える乗り物。複数ある場合、1つ目に記述した乗り物は無条件に使えるが、他はアドベンチャーでそのコースをクリアする必要がある。赤文字は1人プレイ時のみ選択可能。コースを紹介する順番はトロフィーレースの構成を元にしている。また、ボス戦専用コースはボス戦のみに使用される。

### ザウルスゾーン
恐竜が暮らす太古の世界が舞台。難易度は最も低い。
サンシャインレイク（レースカー、ホバー、飛行機）（カギ有）
大きな池の周りにコースが作られている。コース内に恐竜が立ち入り、道を塞ぐ場合がある。
ゆうやけキャニオン（レースカー、ホバー、飛行機）
夕方の荒野が舞台。コース途中に崖があり、落ちると復帰が難しい。コース終盤は未舗装。
ジャングルフォール（レースカー、ホバー、飛行機）
崖に挟まれた土地で戦う。地形自体は平凡だが、スタート直後に多数の水溜りがあったり、終盤に恐竜の骨が横たわっていたりと仕掛けが多い。
マグマかざん（飛行機、ホバー）
火山の内部がそのままコースになっている。ホバーの場合は溶岩の上を走る事になるが、問題はない模様。
2023年から2024年初頭にかけ、カミナリが自身のYouTubeチャンネルにてBGMの女性ボーカルの言語と歌詞を調査し、特定した。
ボス戦専用コース（レースカー）
高い山を道沿いに頂上まで登っていく、一本道のコース。そのためコース全体が上り坂で、一度ミスをすると重量級のキャラクターは復帰が難しい。なお、転落すると強制敗北になる。山腹を通り抜けるショートカットルートがあるが、出入口でほぼ90度曲がる必要があり、特に出口で制御できないとそのまま曲がりきれず転落する。

### スノーゾーン
白銀の世界が舞台。コース内だけでなく、エントランスやボーナスステージにも雪が積もっている。
フローズンマウンテン（飛行機、レースカー、ホバー）
ジャングルフォール同様崖に挟まれたコースだが、幅が狭くカーブもきつい。元々飛行機用のコースなので、空中にあるアイテムが多い。
スノーコースター（レースカー、ホバー）
コース序盤のループが特徴的なコース。その後も洞窟があったり氷の池があったりと地形の変化が激しい。
ゆきだるまランド（レースカー、ホバー）（カギ有）
前半はコースが二手に分かれており、片方が洞窟、もう片方が池になっている。また、合流後の雪原では雪だるまの頭部が転がって来て、当たると潰される（レースカーの場合のみ）。
クリスマスむら（レースカー、ホバー、飛行機）
緩やかなカーブが連なるコース。前半は開けた村になっているが、後半は目の前のカーブすら見えないような視界が悪い森になっている。
ボス戦専用コース（ホバー）
下り坂の雪道を一気に駆け下りていく、一本道のコース。雪玉が転がってきたり起伏があるため、ホバーの微妙な操作感覚が要求される。

### トロピカルゾーン
小島の中に作られているだけあり、全て海に関係したコースとなっている。かつては海賊が猛威を振るった島だが、もはやその面影はない。
くじらビーチ（ホバー）
あまり障害物も無い浅瀬が舞台でクジラが二頭いる。途中に現われるクジラに乗ると、海賊船を乗り越えるショートカットが出来る。
かいぞくじま（ホバー）
小さな島が点在しており、中には上陸できない障害物になっているものもある。さらに急カーブが多く、元々不安定なホバーで繊細な操縦を要求される。アイテムバルーンも少なめ。
みかづきアイランド（レースカー、ホバー）（カギ有）
急カーブが多いコース。スタート直後に小さな分岐があるほか、座礁した狭い船の中もコースの一部になっている。
トレジャードーム（レースカー、ホバー、飛行機）
アップダウンがかなり激しい島。1周が短く、後半は広いが暗い洞窟の中を抜ける。飛行機でなければ通行できない通路もある。
ボス戦専用コース（ホバー）
開けた海と洞窟内部に分かれている、水上コース。障害物として流木が置かれているほか、小さな島が点在しており、そこにボスが無数の妨害アイテムをばら撒く。

### ドラゴンゾーン
中世ヨーロッパが舞台。「ふうしゃカントリー」を除き複雑な地形で、難易度は高い。
リバーパレス（ホバー）（カギ有）
川から直角カーブが多い古城に入り、再び川に戻るというコース。川には大量の丸太が浮いているほか、城のベルを鳴らすと跳ね橋を上げて後続のライバルを遠回りさせることができる。
1人プレイの時では、場所によってBGMが変化する。しかしこのために内部データの処理内容が多く、特定のチートを使ってこのコースをプレイしようとするとゲームがフリーズする。
グリーンウッドむら（レースカー、ホバー）
前半はにぎわう村、後半は起伏や急カーブの非常に多い森になっている。さらに井戸や大木の裏など細かな寄り道が多数仕掛けられている。
ふうしゃカントリー（飛行機、レースカー、ホバー）
コースの中央に立つ風車が特徴的なコース。風車の入り口が狭い他は開けた土地が広がる。このコースに登場する、藁をモチーフにしたキャラクターや風車は、本作の操作キャラクターであるコンカーが主役の『Conker's Bad Fur Day』といくつかの共通点があるが、関連性は不明。
ゴーストウッズ（レースカー、ホバー）
コースの構成はグリーンウッドむらに似ているが、荒廃していて非常に不気味。森ではウィズピッグ顔の幽霊が飛んでくる（害はない）。高低差が激しい。
ボス戦専用コース（飛行機）
山のトンネル内と風車のある土地を抜けていくコース。トンネル内部は柱が無数に立っており、飛行機に対して不利な構造になっている。

### ボーナスステージ
プレイヤーとコンピュータは必ず合計4人となり、特定のルールで対決する。各ゾーンに1コースずつあり、カギを見つける事で入れるようになる。
アイテムのパワーアップは2段階まで（おじゃまバルーンは2段階目のみ）。ただしパワーアップバルーンのコードを使用している場合は例外。
ファイアーマウンテン（飛行機）
中央の足場に現れる卵を自分の陣地に持ち帰り、孵化させる。孵化には一定の時間が必要で、孵化前なら他人の陣地から盗む事が出来る。先に3つ孵化させると勝利。
アイスピラミッド（レースカー）
3層になったピラミッド内でバトルする。各自バナナを8本ずつ持った状態でスタート、攻撃を受けるたびに2本ずつ失う（再入手不可）。事実上4回攻撃を受けるとバナナが尽きる。尽きた順に退場してゆき、最後まで生き残った者が勝ち。バナナを失っていけば最高速も下がるため、若干ではあるがどんどん不利になる。
ダークビーチ（ホバー）
ルールはアイスピラミッドと同じだが、舞台が海（と若干の陸地）になっている。
バナナンキャッスル（レースカー）
場内に散らばったバナナを自分の陣地に持ち帰る。ただし、1度に2本までしか持てず、攻撃を受けると落としてしまう。先に10本持ち帰ると勝利。

### ウィズピッグ戦
中央エリアから直接入れる、対決専用のコース。（レースカー）
アイテムは一切置かれておらず、頼りはダッシュゾーンのみ。その上コースの所々が水没しており、嵌ってしまうとリカバリーは非常に困難。道自体もあり合わせの足場で作られており、安定性が悪い。ウィズピッグの最高速は高いため、アクセルを切りながらダッシュゾーンを確実に踏むなどしなければならず、雷雨で視界も良くない。DS版では青空になっているほか、ウィズピッグの走行速度も遅くなっている。

### フューチャーゾーン
近未来が舞台の隠しゾーン。上4つのゾーンでトロフィーを手に入れ、1回目のウィズピッグ戦で勝利すると島の灯台から入れるようになる。どのコースもレーザーや電流といった攻撃的なトラップが仕掛けられている。このゾーンにはボーナスステージがない。
スターダストアレイ（飛行機、レースカー、ホバー）
前半はなだらかな丘だが、後半はアップダウンが激しくなり、細かく区切られた要塞の様な洞窟を通る。立体的な分岐が登場する。DS版ではスペースポートAのBGMに変更されている。
ダークムーントンネル（レースカー、ホバー）
コース名の通り、月面のような荒地に視界がほぼ0になるトンネルが作られている。コース終盤の未来都市にはダブルループも設置。
スペースポートΑ（アルファ）（飛行機、レースカー、ホバー）
宇宙ステーションの様な施設が舞台。直線主体のコースだが、所々に鉄骨が張り出しており、ぶつかると大幅なタイムロスになる。とある場所に小さなくぼみがあり、そこに鍵が置かれる予定だった。しかし製品版ではボーナスステージはカットされたため、何も置かれていない。
スターシティ（レースカー、ホバー、飛行機）
前半は不毛の崖、後半は直角コーナーで構成される未来都市になっている。
ウィズピッグ戦専用コース（飛行機）
小惑星や無数のレーザーが飛び交うコース。コース自体が障害物のような存在で、地形そのものに行く手を阻まれる。DS版ではトラップの数が減少し、それに伴い無敵アイテムを獲得できるバルーンも無くなっている。

## アドベンチャー2について
ある条件を満たす事によって遊べるようになる新モード。これまでとの大きな違いは以下の通り。
- ゴールドバルーンが銀色のミラーバルーンになる。セーブファイルのアイコンもミラーバルーン。
- 中央エリアとボーナスステージ以外がミラーコースとなる。
- コンピュータが操作するライバルキャラクターが強くなる。特定のチートでライバルを強くしていた場合はさらに強化される。
- シルバーコインの配置箇所の変化。大概はより見つけにくい場所に置かれており、これが原因で飛躍的に難易度を上げたコースも存在する。
- このモードがプレイ可能になると、レーストラックモードでもミラーコースがプレイできる。

※アドベンチャー2とこれまでのモードのセーブデータは別々のものとされ、互いのモードでは使用できない。またアドベンチャー2がまだプレイできないカセットには、アドベンチャー2のセーブデータをコントローラパックからコピーできない。

## スタッフ
- ソフトウェアディレクター： Robert Harrison
- ソフトウェアエンジニア： Paul Mountain, John Pegg, Richard Gale
- アートディレクター： Kevin Bayliss
- 音楽： デビッド・ワイズ
- サウンドエフェクト： Graeme Norgate
- ドキュメンテーション： Leigh Loveday
- ディレクター： Lee Schuneman
- プロデューサー: Chris Stamper
- エグゼクティブ・プロデューサー： Tim Stamper

## 各キャラクターのその後
ディディーコング
1999年の『ドンキーコング64』に再登場。2002年にキャラクター権利が任天堂へ譲渡されてからは帽子に「Nintendo」のロゴが付き、その後はマリオシリーズにも登場するようになった。
クランチ
クランチを含め、クレムリン族は以降の作品に登場していないが、黄緑の体色やドクロマークの服は『ドンキーコング64』以降の敵キャラクター「クリッター」のキャラクターデザインに影響を与えた。
バンジョー
1998年発売の『バンジョーとカズーイの大冒険』で鳥のカズーイと共に主人公となり、以降シリーズ化する。なお、カズーイの存在や、バンジョー達を主人公にした作品の構想は本作開発時からあったようで、「カズーイは家で留守番をしている」「いつか彼を主役にした冒険が始まる」との説明があった（取扱説明書より）。
ティップタップ
『バンジョーとカズーイの大冒険』で同名のキャラクターがサブキャラクターとして登場。「ブクゲコぬま」ステージで仲間と共に「ティップタップ・コーラス」を結成し、バンジョー達にミニゲームを出題する。さらにその後『バンジョーとカズーイの大冒険2』にある「ジョリーのリゾート」でも19人の娘を持つ父親として出演している。
マイクロソフトに版権が移行した後のレア社関連作品のキャラクターでは唯一『ディディーコングレーシングDS』にも続投しているが、両作のティップタップが同一キャラクターであるのかは不明。
コンカー
1999年に欧米で発売された『Conker's Pocket Tales』から独立。その続編である2001年発売の『Conker's Bad Fur Day』では一転して下品で残虐なキャラクターに変貌している。これら2作は日本未発売だが、その後『Bad Fur Day』のリメイクおよび続編が、日本でも2005年に『コンカー: Live and Reloaded』としてXboxで発売された（CERO17歳以上対象）。
『バンジョーとカズーイの大冒険』の「サビサビみなと」の船内の休憩室には、コンカーがほったらかしにしたガールフレンドの写真が貼られている（当時開発中で、後に発売中止となった『Conker Twelve Tales』のバージョン）。

## 攻略本
『ディディーコングレーシング ワンダーライフスペシャル 任天堂公式ガイドブック』（1997年12月発売、小学館、ISBN 9784091026125)
『ディディーコングレーシング 攻略ガイドブック』（1997年12月1日発売、ティーツー出版、ISBN 4900700924）
『ディディーコングレーシング 必勝攻略法』（1998年1月1日発売、双葉社、ISBN 4575160946）
『ディディーコングレーシング パーフェクトプログラム』(1998年1月1日発売、高橋書店、ISBN 4471360108)
『ディディーコングレーシング 最終攻略読本』(どわあふ澤田著、ジャパン・ミックス、ISBN 9784883214389）
『ディディーコングレーシング NINTENDO64 必勝攻略ブック』（1998年2月1日発売、実業之日本社、ISBN 4408614548）
『ディディーコングレーシング 攻略の帝王』（1998年1月発売、宝島社、ISBN 9784796612845)

## 漫画作品
『ディディーコングレーシング 4コマギャグバトル』（1998年3月1日発売、光文社、ISBN 4334804179）
『マリオのぼうけんランド』（1999年2月発売、河井リツ子作、小学館、ISBN 9784092532038、1562円（税込）)

## 続編の構想
この作品の続編が開発されていたが、新ハードに合わせて開発を遅らせるうちに、2002年にレア社株がマイクロソフトへと売却されたため、レア社開発のゲームキャラクターの版権が、『ドンキーコング』シリーズ関連（ディディー、クレムリン軍など）は任天堂、その他のレア社作品（バンジョー、コンカーなど）はレア社およびマイクロソフトへと分断された為に、開発を中断せざるを得なくなり、発売される事は無かった。
以下に予定されていた内容を示す。
ディディーコングパイロット
ゲームボーイアドバンス用の作品。乗り物を飛行機だけに絞った作品となる予定だった。登場キャラクターは従来の『スーパードンキーコング』シリーズの世界観に基づき、ドンキーコング達コングファミリーを中心に登場予定されていた。開発初期にはマリオシリーズのキャラクターも登場させる予定もあったそうだが、発表時点で既に没となった。
登場予定だったキャラクターはディディー、ディクシー、ドンキー、クランキー、キャンディー、クランチとクルールで7人以上。麦わら帽子とオーバーオールを着たコングは2001年9月3日の公式の回答で没となった。
名前が明らかにされたコースはわくわくビーチ（海岸）、ささやきのモリ（墓地）、マグマだいち（溶岩）、チキンチェイス（草原）、ひえびえレイク（雪山）。
同作は2005年に欧米で、登場キャラクターを全て『バンジョー』シリーズのキャラクターに置き換えた『Banjo-Pilot（バンジョーパイロット）』として発売された（日本未発売）。
ドンキーコングレーシング
ニンテンドー ゲームキューブ用の作品。『スーパードンキーコング』シリーズの世界観を取り入れたアニマルフレンド同士のレースゲームで、登場キャラクターもドンキーコングたちを中心にコングファミリーがメインとなる他、魔神タージもレーサーとして登場する予定だった。売却される1ヶ月前の2002年8月に開発中止。